# Kristján Finnbogason
Kristján Flóki Finnbogason (12 de enero de 1995) es un futbolista islandés que juega en la demarcación de delantero en el FH Hafnarfjörður de la Úrvalsdeild Karla.

## Selección nacional
Tras jugar con la selección de fútbol sub-17 de Islandia, la sub-19 y la sub-21, finalmente el 8 de febrero de 2017 hizo su debut con la selección absoluta en un encuentro contra México que finalizó con un resultado de 1-0 a favor del combinado mexicano tras un gol de Alan Pulido. Nueve meses después, el 8 de noviembre, jugó otro partido amistoso, contra la República Checa, que finalizó con un marcador de 1-2 a favor del conjunto checo tras los goles de Kjartan Finnbogason por parte de Islandia, y de Tomáš Souček y Jan Sýkora para la República Checa

### Goles internacionales
| # | Fecha               | Estadio                                | Oponente    | Gol | Resultado | Competición |
| - | ------------------- | -------------------------------------- | ----------- | --- | --------- | ----------- |
| 1 | 11 de enero de 2018 | Estadio Maguwoharjo, Sleman, Indonesia | Indonesia B | 0-2 | 0-6       | Amistoso    |

## Clubes
| Club                       | País      | Año       | Partidos | Goles |
| -------------------------- | --------- | --------- | -------- | ----- |
| FH Hafnarfjörður           | Islandia  | 2012-2013 | 2        | 0     |
| FC Copenhague "B"          | Dinamarca | 2013-2015 |          |       |
| FH Hafnarfjörður           | Islandia  | 2015-2017 | 53       | 16    |
| IK Start                   | Noruega   | 2017-2018 | 26       | 6     |
| IF Brommapojkarna (cedido) | Suecia    | 2018      | 14       | 2     |
| IK Start                   | Noruega   | 2019      | 14       | 1     |
| KR Reykjavík               | Islandia  | 2019-2024 | 106      | 40    |
| FH Hafnarfjörður           | Islandia  | 2024-     | 9        | 1     |